# إدوارد غاي
إدوارد غاي (بالإنجليزية: Edward Gay)‏ هو رسام أمريكي، ولد في 25 أبريل 1837 في دبلن في جمهورية أيرلندا، وتوفي في 1928 في ماونت فيرنون في الولايات المتحدة.